# Geesche Hönscheid
Geesche Hönscheid, vorher Geesche Wellmer-Brennecke (* 1940 in Hamburg) ist eine deutsche Bibliothekarin. Sie war von 1980 bis zum Eintritt in den Ruhestand 2000 Direktorin der Bibliotheken der Stadt Mainz (Stadtbibliothek Mainz, Öffentliche Bücherei – Anna Seghers).

## Werdegang
Sie studierte in den 1960er Jahren in Hamburg, Göttingen, Freiburg und Perugia Geschichte, Romanistik, Germanistik und Philosophie. 1966 legte sie in Freiburg ihr Staatsexamen ab. Thema der Arbeit waren die wirtschaftlichen Verhältnisse des Klosters St. Märgen vom 12. bis 14. Jahrhundert, aufgeführt im Rotulus von St. Märgen. Die Schwerpunktsetzung auf Wirtschaftsgeschichte führte auch zu ihrer ersten Anstellung als Leiterin der Commerzbibliothek in Hamburg. 1971 wechselte sie an die Bibliothek der Pädagogischen Hochschule Ruhr in Dortmund und übernahm dort 1975 deren Leitung.
1980 wechselte Geesche Wellmer-Brennecke nach Mainz und übernahm dort die Leitung der städtischen Bibliotheken. Dazu gehörte damals die Wissenschaftliche Stadtbibliothek mit allen angeschlossenen Abteilungen, die 1980 neu organisierte Öffentliche Bücherei Mainz, die im gleichen Jahr in das Erdgeschoss eines der beiden Bonifazius-Türme am Hauptbahnhof zog sowie die Stadtteilbüchereien und, seit 1981, auch die Musikbibliothek. Die Leitung des Stadtarchivs wurde im Jahr ihres Dienstantritts aus dem Aufgabenbereich herausgenommen und separat von Ludwig Falck geleitet.
Unter ihrer Leitung wurde die interne Organisation der Bibliotheken neu geordnet und optimiert und an die Erfordernisse des beginnenden Medienzeitalters angepasst. Erstmals wurden 1984 Compact Disks in den Bibliothekenbestand aufgenommen. 1987 wurden in den Bibliotheken EDV-gestützte Verfahren etabliert. Erfassung, Katalogisierung und Ausleihwesen wurden ab diesem Zeitpunkt elektronisch vorgenommen. Die Bibliotheken traten unter ihrer Leitung dem Verbund der Bibliotheken des Rhein-Main-Gebiets bei. Die in den Beständen der Wissenschaftlichen Stadtbibliothek vorhandenen 1265 Handschriften wurden 1990 auf Film aufgenommen und es wurde begonnen, diese in mehreren Bänden zu publizieren. Bei diesen Arbeiten wurden in den Beständen auch 26 Predigten des Augustinus von Hippo gefunden, deren Niederschrift sich bisher nur in Mainz finden ließen. Ebenfalls auf Film aufgenommen wurden alle seit dem 18. Jahrhundert erschienenen Mainzer Zeitschriften.
In ihrem Rechenschaftsbericht 2000 zeigte Wellmer-Brennecke die Veränderungen in ihrer 20-jährigen Amtszeit auf: Der Bücherbestand beider Einrichtungen unter ihrer Leitung nahm von 585.000 Büchern (1980) auf 800.000 (1999) zu. Die Zahl der Entleihungen nahm um 42.000 auf knapp 750.000 pro Jahr zu (Stand 1999). Dank einer un ter ihrer Leitung eingeführten Erfassung der Bibliotheksbesucher konnte eine Steigerung der Besucherzahl von 115 % von 245.000 auf 526.000 Besucher pro Jahr verzeichnet werden.
Geesche Hönscheid ist verheiratet mit dem Bibliothekar und Hochschullehrer Jürgen Hönscheid. 

## Werke (Auswahl)
- Geesche Wellmer-Brennecke: Autor – Leser – Bibliothekar, eine Dreiecksbeziehung. in: Autorengruppe Mainz e.V. Joachim Hempel (Hrsg.): Literarische Landschaft Rheinland-Pfalz. Dalberger-Hof-Berichte, 1, S. 73–77, Mainz 1987, ISBN 3-925030-01-8.
- Geesche Wellmer-Brennecke: Die Bibliotheken der Stadt Mainz. Die wissenschaftliche Stadtbibliothek und die Entwicklung kommunaler Bibliotheksstrukturen in Europa seit 1945. In: Jörg Fligge (Herausgeber): Die wissenschaftliche Stadtbibliothek und die Entwicklung kommunaler Bibliotheksstrukturen in Europa seit 1945. S. 193–219, 2001 Wiesbaden, Wolfenbütteler Schriften zur Geschichte des Buchwesens 34. ISBN 3-447-04406-3.
- Geesche Wellmer-Brennecke: Susanne Faschon (1925–1995). in: Hedwig Brüchert (Hrsg.): Rheinland-Pfälzerinnen. Veröffentlichungen der Kommission des Landtages für die Geschichte des Landes Rheinland-Pfalz, 23, S. 122–125,  Mainz 2001. ISBN 3-7758-1394-2.
- Gerhard May, Geesche Hönscheid (Hrsg.): Die Mainzer Augustinus-Predigten: Studien zu einem Jahrhundertfund. Veröffentlichungen des Instituts für Europäische Geschichte Mainz – Beihefte, Band 59, Gebundene Ausgabe, Mainz 2009, ISBN 978-3-525-10071-4.
- Geesche Hönscheid: Zwischen Euphorie und Ernüchterung : Bibliothekspolitik und Planung seit den siebziger Jahren. in: Annelen Ottermann (Hrsg.): 200 Jahre Stadtbibliothek Mainz. Veröffentlichungen der Stadtbibliothek und der Öffentlichen Bücherei Mainz Anna Seghers, 52, S. 95–108, ISBN 3-447-05202-3.